# Zábřezí-Řečice
Zábřezí-Řečice là một làng thuộc huyện Trutnov, vùng Královéhradecký, Cộng hòa Séc.